# Viola weibelii
Viola weibelii là một loài thực vật có hoa trong họ Hoa tím. Loài này được J.F. Macbr. miêu tả khoa học đầu tiên năm 1941.